# 丘尼卡

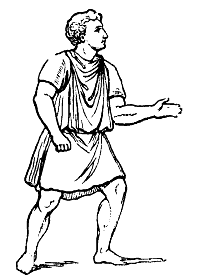
丘尼卡

丘尼卡（tunica）相当于希腊的希顿（Chiton），是一种宽大的睡袍一样的袋状贯头衣，最初为伊特鲁利亚人穿着，后被罗马人继承，一般用白色毛织物做成，结构单纯，用两片毛织物留出伸头的领口和伸两臂的袖口，在肩部和腋下缝合，呈T字形，一般袖长及肘也有无袖和长袖。